# Lawi Tidhar
Lawi Tidhar, hebr. לביא תדהר, ang. Lavie Tidhar (ur. 6 listopada 1976 w kibucu Dalijja) – izraelski pisarz, tworzący różne gatunki literatury, lecz skupiający się na fantastyce.
Przez długi czas mieszkał w Wielkiej Brytanii i RPA, a także w Laosie i Vanuatu. Od 2013 roku mieszka w Londynie. 

## Publikacje

### Powieści
- Osama, (Osama, 2011; wyd. pol. Wydawnictwo Mag, 2013)
- Martian Sands (2013)
- Stulecie przemocy (The Violent Century, 2013; wyd. pol. Wydawnictwo Mag, 2017)
- A Man Lies Dreaming (2014)
- Stacja Centralna (Central Station, 2016; wyd. pol. Wydawnictwo Zysk i S-ka, 2017)
- Ziemia nieświęta (Unholy Land, 2018; wyd. pol. Wydawnictwo Zysk i S-ka, 2021)
- By Force Alone (2020)
- The Hood (2021)
- The Escapement (2021)
- Neom (2022)
- Maror (2022)
- Adama (2023)
- The Circumference of the World (2023)
- Six Lives (2024)

#### CyklThe Bookman Histories
- The Bookman (2010)
- Camera Obscura (2011)
- The Great Game (2012)

### Nowelki
- An Occupation of Angels (2005)
- Cloud Permutations (2010)
- Gorel and The Pot-Bellied God (2011)
- Jesus & The Eightfold Path (2011)
- Lust of the Swastika (2014)
- The Vanishing Kind (2018)
- New Atlantis (2020)
- The Big Blind (2020)

### Zbiory opowiadań
- HebrewPunk (2007)
- Black Gods Kiss (2015)
- Terminale Terra (2018)
- Venus in Bloom (2019)

### Nowelki graficzne
- Going to the Moon, House of Murky Depths, 2012. Współautor: Paul McCaffrey
- Adolf Hitler's „I Dream of Ants!”, House of Murky Depths, 2012. Współautor: Neil Struthers
- Adler, Titan Comics 2017. Współautor: Paul McCaffrey
- New Swabia, 2017. Współautor: Sarah Anne Langton
- Adler, Titan Comics 2020. Współautor: Paul McCaffrey.

### Powieści dla młodzieży
- Słodycze, (Candy, Scholastic, 2018; wyd. pol. Wydawnictwo Zysk i S-ka, 2019)

## Nagrody
- Osama – World Fantasy Award w 2012 za najlepszą powieść,
- A Man Lies Dreaming – Jerwood Fiction Uncovered Prize w 2015 w kategorii Best British Fiction[2],
- Stacja Centralna – Nagroda im. Johna W. Campbella za powieść w 2017[3].